# Hurleytrematoides chaetodoni
Hurleytrematoides chaetodoni är en plattmaskart. Hurleytrematoides chaetodoni ingår i släktet Hurleytrematoides och familjen Monorchiidae. Inga underarter finns listade i Catalogue of Life.